# Real Succes Chișinău
El Real Succes Chișinău es un club de fútbol de Moldavia de la ciudad de Chișinău. Fue fundado en 2009 y juega en la Liga 2 de Moldavia, la tercera división del fútbol moldavo.

## Historia
En 2009, apareció un nuevo club en Moldavia, RS Lilcora. Lo único que se sabía sobre Lilcora (una empresa que trabaja como distribuidora de perfumería y cosmética) es que la compañía Lilcora S.R.L. fundada en 2000, tiene un equipo de fútbol desde 2002. Pero se convirtió en un club oficial solo más tarde. Lilcora ganó el campeonato de la ciudad de Chişinău en 2008-09 y luego se fusionó con el FC Real-Succes, un club que se fundó en 2008 en la comuna Hîrtopul Mare y jugó en la Divizia B de Moldavia durante una temporada. Incluso el FC Real-Succes fue solo el décimo en la División "B" de Moldova, el RS Lilcora fusionado comenzó la temporada 2009-10 en la Divizia A de Moldavia.

## Temporadas
| Temporada | Div.      | Pos.  | PJ | PG | PE | PP | GF | GC | Pts. | Copa             | Europa | Europa | Goleador (Liga) | Entrenador                  |
| --------- | --------- | ----- | -- | -- | -- | -- | -- | -- | ---- | ---------------- | ------ | ------ | --------------- | --------------------------- |
| 2009–10   | Divizia A | 2/16  | 30 | 22 | 6  | 2  | 77 | 32 | 72   | Segunda ronda    | —      | —      |                 |                             |
| 2010–11   | Divizia A | 6/15  | 28 | 14 | 6  | 8  | 55 | 38 | 48   | Tercera ronda    | —      | —      |                 |                             |
| 2011–12   | Divizia A | 13/16 | 30 | 6  | 8  | 16 | 36 | 56 | 26   | Octavos de final | —      | —      |                 | Vlad Copot                  |
| 2012–13   | Divizia A | 14/15 | 28 | 4  | 4  | 20 | 26 | 67 | 16   | Primera ronda    | —      | —      |                 | Vlad Copot Serghei Chirilov |
| 2013–14   | Divizia A |       |    |    |    |    |    |    |      | Tercera ronda    |        |        |                 | Ilie Vieri                  |